# El majordom anglès
El majordom anglès (títol original en francès, Complètement cramé !) és una pel·lícula de comèdia dramàtica del 2023 dirigida per Gilles Legardinier i protagonitzada per Fanny Ardant, John Malkovich, Émilie Dequenne, Philippe Bas, Eugénie Anselin, Al Ginter, Anne Brionne i Christel Henon. Està basada en la novel·la de Legardinier Complètement cramé ! (2012). També és el debut com a director de llargmetratge de Legardinier. S'ha doblat i subtitulat al català.

## Producció
La producció es va programar el febrer de 2022. El rodatge va tenir lloc a la Bretanya, al château du Bois-Cornillé, a Vitræ i a Londres. El maig de 2022, la pel·lícula va entrar en la fase de postproducció.

## Estrena
El film es va estrenar als Estats Units el 17 d'octubre de 2023, dins del Festival de Cinema de Newport Beach. La pel·lícula es va estrenar als cinemes de França l'1 de novembre de 2023. També es va projectar al 15è Festival de Cinema Francès de Polònia el 7 de juny de 2024.